# Sesamoides purpurascens
Sesamoides purpurascens är en resedaväxtart. Sesamoides purpurascens ingår i släktet stjärnresedor, och familjen resedaväxter.

## Underarter
Arten delas in i följande underarter:
- S. p. latifolia
- S. p. pinetorum
- S. p. prostrata
- S. p. purpurascens
- S. p. spathulata
- S. p. suffruticosa
- S. p. alpina
- S. p. sesamoides

## Bildgalleri

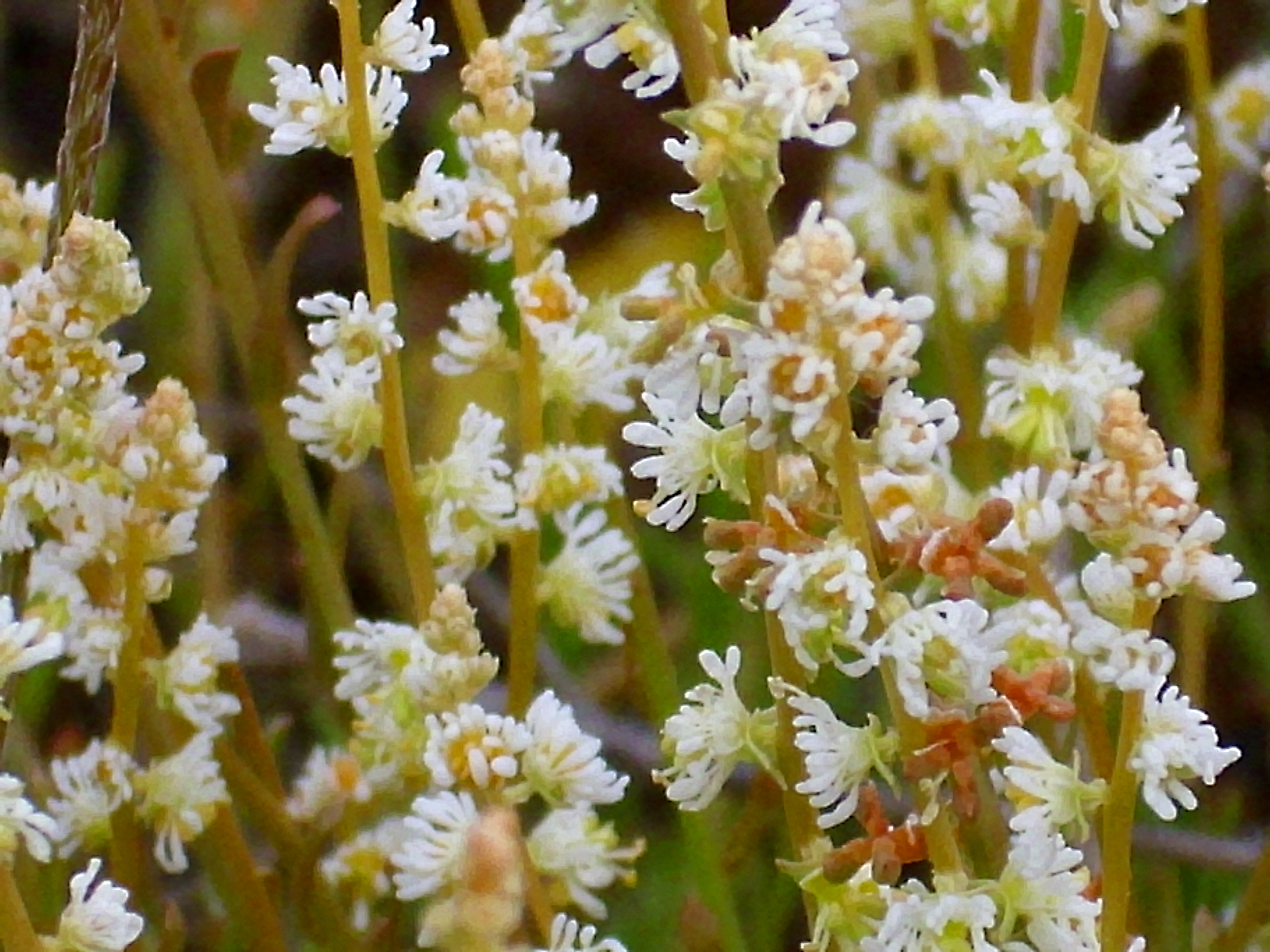
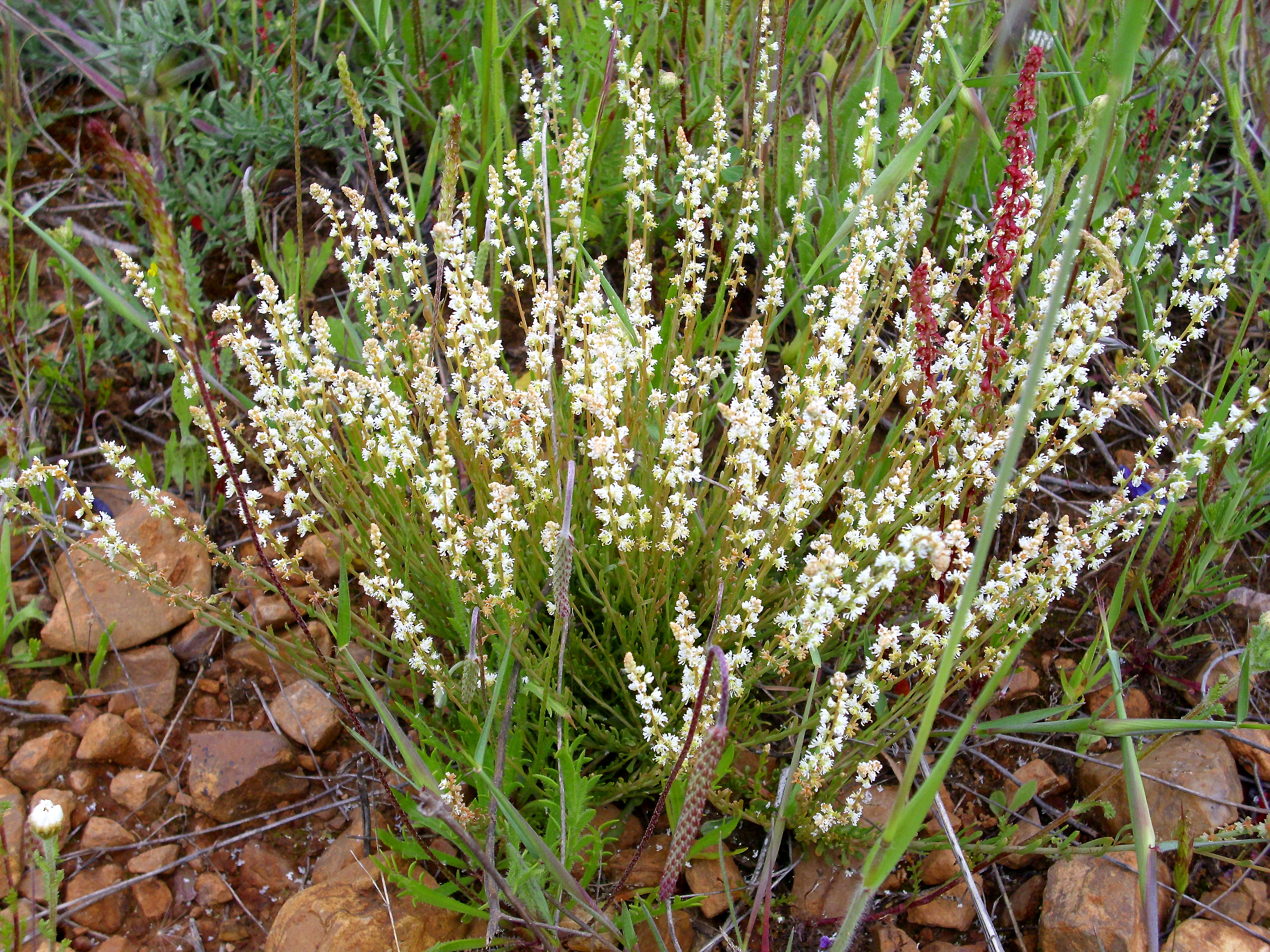